# تشيونغ كين فونغ
تشيونغ كين فونغ (بالصينية: 張健峰) هو لاعب كرة قدم ومدرب كرة قدم صيني في مركز الدفاع، ولد في 1984 في هونغ كونغ في الصين. لعب مع نادي جنوب الصين.

## وصلات خارجية
- تشيونغ كين فونغ على موقع الاتحاد الدولي (مؤرشف)  (الإنجليزية)
- تشيونغ كين فونغ على موقع قاعدة بيانات كرة القدم.إي يو (الإنجليزية)
- تشيونغ كين فونغ على موقع ناشيونال فوتبول تيمز (الإنجليزية)
- تشيونغ كين فونغ على موقع Soccerway.com (الإنجليزية)